# Marino Costa Bauer
Marino Ricardo Luis Costa Bauer (Lima, 7 de febrero de 1954) es un abogado y político peruano. Fue ministro de Salud durante el gobierno de Alberto Fujimori, de 1996 a 1999. Es procesado junto a Alejandro Aguinaga por el caso de esterilizaciones forzadas durante el fujimorato.

## Biografía
Nació el 7 de febrero de 1954. Es hijo de Marino Costa Sáenz y de Marina Bauer del Carpio.
Estudió la carrera de Derecho en la Pontificia Universidad Católica del Perú, en la cual obtuvo el título profesional de Abogado. Realizó un máster en Derecho Internacional en la Universidad de Nueva York.
De 1979 a 1981 trabajó en AFIA Reaseguros en Nueva York, luego en Seguros Hogg Robinson Gardner Mountain en Londres hasta 1982.
Se ha desempeñado como director de la Confederación Nacional de Instituciones Empresariales Privadas (CONFIEP), de la Comisión Nacional Supervisora de Empresas y Valores del Perú, de la Clínica Internacional del Perú, de Jockey Salud, de Protecta S.A. y de la Liga Peruana de Lucha contra el Cáncer.
De 1982 a 1996 fue gerente general de la Compañía de Seguros Cóndor del Perú. Fue también presidente de la Asociación Peruana de Empresas de Seguros.

### Ministro de Salud
El 10 de abril de 1996, Marino Costa fue nombrado como ministro de Salud por el presidente Alberto Fujimori.
Durante su gestión, fue presidente de la Comisión de Lucha Contra el Consumo de Drogas (ContraDrogas).
Permaneció en el cargo hasta enero de 1999, donde fue reemplazado por Carlos de Romaña y García.
Durante las elecciones generales del año 2011, reapareció en el ámbito político como miembro del equipo técnico de la candidatura presidencial de Keiko Fujimori por Fuerza 2011.

## Controversias

### Caso Esterilizaciones Forzadas
Marino Costa es cuestionado por su participación en el caso de esterilizaciones forzadas durante el gobierno fujimorista. En el año 2002, Costa fue denunciado junto a los exministros Alejandro Aguinaga y Eduardo Yong Motta por las esterilizaciones forzadas realizadas en el marco de una política nacional de planificación familiar. El caso fue archivado por prescripción en 2009; sin embargo, fue reabierto en el año 2011 en cumplimiento de la recomendación de la Comisión Interamericana de Derechos Humanos, al considerar que los presuntos delitos se tratarían de violaciones a los derechos humanos.
En mayo del 2022, Costa reapareció en la audiencia del caso y se mantuvo en silencio por recomendación de su abogado Humberto Abanto.